# Jari Mäenpää
Jari Mäenpää (ur. 23 grudnia 1977 w Finlandii) – fiński muzyk, wokalista, gitarzysta i autor piosenek.
Pierwszym zespołem, w jakim występował, był Immemorial, który jednak nie odniósł sukcesu. Po opuszczeniu tej grupy, w roku 1996, dołączył do zespołu Ensiferum grającego viking i folk metal. Wintersun początkowo był tylko równoległym projektem, jednak w roku 2004 Jari opuścił Ensiferum z powodu konfliktu tras koncertowych. Niedługo potem rozpoczął nagrywanie pierwszego albumu Wintersun. Na tym albumie zagrał on także na gitarze basowej i instrumentach klawiszowych, gdyż nie skompletował wtedy jeszcze zespołu.
Jari Mäenpää występował też w zespole Arthemesia oraz gościnnie w zespole Cadacross.

## Dyskografia

### Z Ensiferum
- 1997 Demo 1
- 1999 Demo 2
- 1999 Hero in a Dream
- 2001 Ensiferum
- 2004 Tale of Revenge
- 2004 Iron
- 2005 1997-1999

### Z Arthemesia
- 2001 Devs - Iratvs

### Z Cadacross
- 2002 Corona Borealis

### Z Wintersun
- 2004 Wintersun
- 2012 Time I
- 2017 The Forest Seasons
- 2024 Time II